# Politoys
Politoys var ett italienskt företag som grundades 1960 och som tillverkade gjutna plastmodeller av bilar. Företaget vände sig till Frank Williams och bad honom bygga en formel 1-bil för att marknadsföra sig säsongen 1972. 
Williams tillverkade en bil som fick namnet "Politoys FX3" och som utrustades med en motor från Cosworth. Prototypen blev inte klar förrän till loppet i  Storbritannien. Där kraschades den redan i början av racet av Henri Pescarolo.
Politoys drog sig tillbaka från sponsringen av F1 i slutet året. Företaget bytte senare namn till Polistil, som övertogs av det amerikanska företaget Tonka 1988. 